# トマス・ヒル (第2代ベリック男爵)

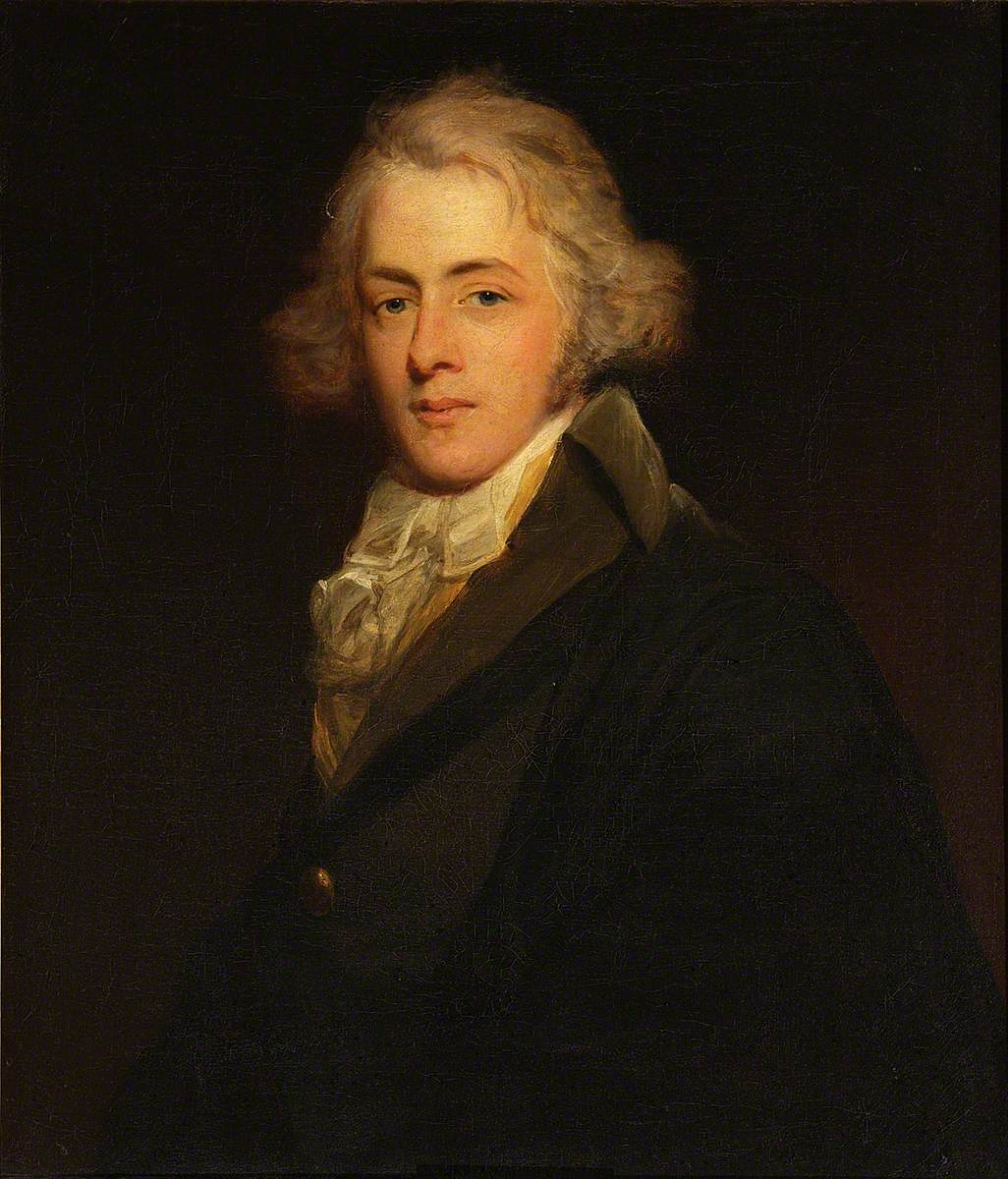
ジョージ・ロムニーによる肖像画、1792年から1795年ごろ。

第2代ベリック男爵トマス・ノエル・ヒル（英語: Thomas Noel Hill, 2nd Baron Berwick FSA、1770年10月21日 – 1832年11月3日）は、グレートブリテン貴族。

## 生涯
初代ベリック男爵ノエル・ヒルと妻アンナ（Anna、旧姓ヴァーノン（Vernon）、1797年3月23日没、ヘンリー・ヴァーノンの娘）の長男として、1770年10月21日に生まれ、シュロップシャーのアッチャムで洗礼を受けた。1789年3月26日にケンブリッジ大学ジーザス・カレッジに入学、1791年にM.A.の学位を修得した。
1789年1月6日に父が死去すると、ベリック男爵位を継承したが、貴族院への初登院はその5年後の1794年6月13日だった。議会ではトーリー党に属した。
1796年イギリス総選挙で弟ウィリアムをシュルーズベリー選挙区で出馬させたため、同族の第2代準男爵サー・リチャード・ヒル、ジョン・ヒル（のちの第3代準男爵）父子と敵対した。選挙戦はヒル家の内紛によりパンフレット合戦に化し、最終的にはベリック男爵家の勝利に終わったが、後にベリック男爵家とヒル準男爵家が和解して、1805年に現職議員の第5代準男爵サー・ウィリアム・パルトニーが死去したときはジョン・ヒルが無投票で当選した。
1801年6月4日、ロンドン考古協会フェローに選出された。
1812年2月8日、ソフィア・デュボチェット（1794年ごろ – 1875年8月29日、ジョン・ジェームズ・デュボチェットの娘）と結婚したが、2人の間に子供はいなかった。
1832年11月3日にナポリで死去、同地で埋葬された。弟ウィリアムが爵位を継承した。

## 関連図書
- "Country Homes, Gardens Old & New: Attingham–II. Shropshire, The Seat of Lord Berwick". Country Life (英語). Vol. 49. London. 12 February 1921. pp. 186–193.